# Live in Decay
Live in Decay (englisch für „Im Zerfall leben“) ist die erste Demo-Veröffentlichung der polnischen Death-Metal-Band Vader, die 1986 aufgenommen wurde und bis heute ihre einzige Aufnahme ist, die ausschließlich Lieder in polnischer Sprache enthält. Es sollte mit der Veröffentlichung von Future of the Past II – Hell in the East fast 30 Jahren dauern, bis ein anderes Album der Band wieder mehr Lieder mit polnischen statt englischen Texten enthielt.
1988 erschien die Demo erstmals in einer kleinen Kassetten-Auflage, die neben vier der sieben ursprünglich aufgenommenen Lieder (Gniew Szatana, Trupi Jad, Gin Psie, Tyrani Piekieł) drei dieser Songs als instrumentale Proberaum-Versionen mit englischen Titeln enthielt (unter den Namen Satans Wrath, Deathlike Carrion und Tyrants of Hell). Nachdem diese Kassette schnell vergriffen war und lange Zeit als verschollen galt, wurde die Demo 2015 auf Kassette wieder- und erstmals auch auf CD und Schallplatte veröffentlicht, auf der auch die fehlenden drei Lieder (Przeklęty Na Wieki, Abaddon und Necropolis) veröffentlicht wurden.

## Entstehungsgeschichte
Als das Demo am 12. Dezember 1986 vor Publikum in der Aula der heutigen Ermland-Masuren-Universität in Olsztyn aufgenommen wurde, existierte die Band schon seit über drei Jahren. Mitgründer und Zweitgitarrist Vika hatte die Band ein paar Monate zuvor verlassen und so blieb Leadgitarrist und Bandleader Behemoth alias Piotr Wiwczarek als einzig verbliebenes Gründungsmitglied von Vader zurück. Man beschloss, den freigewordenen Posten nicht zu besetzen und mit nur einer Gitarre weiterzumachen – erst 1991 wurde wieder mit China ein zweiter Gitarrist engagiert. Czarny war der dritte Sänger in der Band, nachdem seine beiden Vorgänger Robert Bielak und Piotr Tomaszewski die Band verlassen hatten. Astaroth und Belial bildeten die erste feste Rhythmussektion, nachdem Bass und Schlagzeug in den ersten Jahren oft wechselten. Es sollte für diese drei Mitglieder ihre einzige Veröffentlichung mit der Band bleiben.

## Musikstil
Stilistisch hebt sich das Album noch sehr stark von den späteren Vader-Veröffentlichungen ab, was sich sowohl im Sound als auch im Gesang, der eher für den Black Metal typisch ist, zeigt. Man hört der Band an, dass sie ihren endgültigen Stil noch nicht gefunden hatte. Auch die Lieder selber unterschieden sich voneinander. Trupi Jad, Gniew Szatana und Abaddon geben am ehesten noch den Stil vor, den die Band auf den folgenden Demos und Alben einschlug, während Gin Psie und Tyrani Piekieł eher für den klassischen Speed- und Heavy Metal typisch sind. Przeklęty Na Wieki ist eine für den Thrash-Metal typische Halbballade, die erst ruhig anfängt und sich immer weiter steigert, aber immer melodisch bleibt, während Necropolis in Richtung Hard Rock geht.
Aufgrund der rudimentären Soundqualität wird Live in Decay als Demo aufgeführt. Ist bei vielen Bands das erste Demo stellvertretend für das Songmaterial auf dem Debütalbum, waren die Lieder in diesem Falle allerdings nicht repräsentativ für spätere Studioalben der Band, sondern konnten viel mehr als eigenständige Stücke von Live In Decay selber betrachtet werden. Dazu kam, dass mit Ausnahme von Tyrani Piekieł auf dem (ausschließlich aus Neuaufnahmen bestehenden) Jubiläumsalbum XXV keines der Lieder in der Urversion mit polnischem Text als regulärer Albumtrack verwendet wurde. Trupi Jad, Gniew Szatana und Abaddon wurden (in der entsprechenden Reihenfolge) für die ersten drei Studioalben The Ultimate Incantation, Sothis und De Profundis wiederverwendet, nachdem diese umarrangiert und für die Demos Necrolust und Morbid Reich unter den Namen Reign Carrion, The Wrath und Reborn in Flames in englische Versionen neu aufgenommen worden waren. Auf dem Debütalbum fand Reign Carrion allerdings nur als CD-Bonustrack Verwendung, während Sothis mit einer Mischung aus alten und späteren De-Profundis-Stücken eher ein Übergangsalbum darstellte. Die restlichen drei Lieder wurden zusammen mit Trupi Jad in der Urversion erst ab 2005 als Bonustracks neu aufgenommen: Gin Psie für die japanische Version von The Art of War, Trupi Jad für die Special-Edition von XXV und Necropolis, sowie Przeklęty Na Wieki für die Digipack- bzw. Vinyl-Version von Tibi et Igni.

## Titelliste
1. Intro – 0:54
2. Gniew Szatana – 5:12
3. Gin Psie – 3:00
4. Trupi Jad – 6:51
5. Przeklęty Na Wieki – 5:54
6. Abaddon – 4:55
7. Tyrani Piekieł – 4:46
8. Necropolis – 3:42